# 박남현
박남현(1966년 7월 24일 ~ )은 대한민국의 배우이다.

## 학력
- 포항중학교 (졸업)
- 대동고등학교 (졸업)
- 대구대학교 (신문방송학 / 언론매체학 학사)

## 출연

### 방송

#### 드라마
- 1994년 MBC 《서울의 달》 - 구본갑 역
- 1995년 KBS 2TV 《서궁》 - 흥안군 이제 역
- 1995년 SBS 《코리아게이트》 - 이회창 역
- 1997년 KBS 2TV 《파랑새는 있다》 - 박절봉 역
- 1998년 KBS 2TV 《맨발의 청춘》
- 1998년 KBS 2TV 《싱싱 손자병법》
- 2000년 KBS 2TV 《성난 얼굴로 돌아보라》 - 고 형사 역
- 2000년 SBS 《덕이》
- 2004년 SBS 《소풍가는 여자》 - 나이트 실장 역
- 2005년 SBS 《봄날》
- 2005년 MBC 《변호사들》 - 권혁중 역
- 2006년 MBC 《주몽》 - 나로 역
- 2009년 SBS 《드림》 - 고광팔 역
- 2012년 SBS 《부탁해요 캡틴》 - 윙스에어의 임원 역 (특별출연)
- 2016년 SBS 《영주》 - 오봉 역

#### 시트콤
- 2000년 MBC 《가문의 영광》

#### 재연극
- 1993년 MBC 《경찰청 사람들》

#### 교양
- 1997년 KBS 2TV 《생방송 좋은 아침입니다》
- 1998년 KBS 2TV 《TV는 사랑을 싣고》
- 2018년 MBN 《여행생활자 집시맨》

#### 예능
- 1996년 KBS 2TV 《가족오락관》
- 1997년 KBS 2TV 《가족오락관》
- 1999년 KBS 2TV 《슈퍼TV 일요일은 즐거워》
- 2000년 SBS 《좋은 친구들》
- 2001년 KBS 2TV 《야!한밤에》
- 2002년 KBS 2TV 《색다른 밤》
- 2013년 MBC 《황금어장 라디오스타》

#### 기타
- 2020년 ~ 유튜브 《박남현 TV》

### 영화
- 1988년 《슈퍼 홍길동》 - 쌍절곤 돌리는 중국 닌자 역
- 1993년 《홍길동 대 터미네이터》 - 중국집 배달원 역
- 1994년 《칠삭동이의 설중매》
- 1994년 《작은거인》 - 사나이 1 역
- 1996년 《여자가 타락하는 이유》
- 1996년 《96 옐로우하우스》
- 1997년 《초록물고기》 - 찬종 역
- 1997년 《바리케이드》 - 고달식 역
- 1998년 《키스할까요?》 - 회사 동료 2 역
- 2003년 《주글래 살래》 - 개기름 역

### 광고
- 1997년 SK텔레콤 기지국
- 1997년 SK텔레콤 지하철
- 1997년 쌍방울 쟈키
- 1999년 hy 팔도 왕뚜껑 (With 심현섭)